# Rooms-Katholieke Kerk in Noorwegen

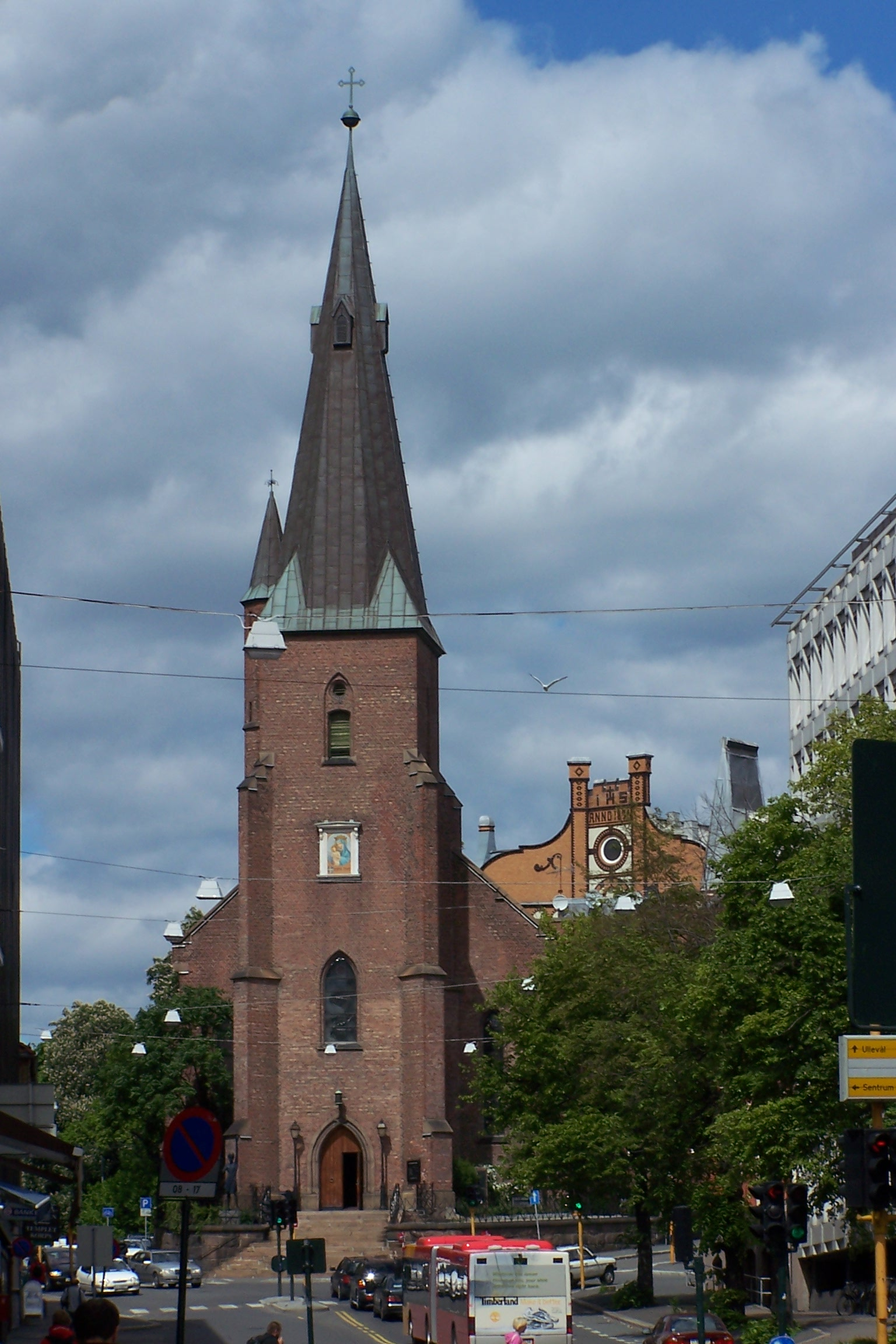
De Kathedraal van Sint-Olaf in Oslo

De Katholieke Kerk in Noorwegen is een van de kleinere geloofsgemeenschappen in dat land. Er wonen thans ongeveer 100.000 katholieken (dat is ongeveer 2 % van de totale bevolking). Het is - evenals in de overige Scandinavische landen - een diasporakerk.  Van de 100.000 katholieken in Noorwegen, is ongeveer 70 % niet in Noorwegen zelf geboren.

## Geschiedenis
Noorwegen werd gekerstend vanaf de 10e eeuw. Uit die tijd stammen ook de staafkerken. Na de reformatie was van de Katholieke Kerk in deze streken nog maar weinig over. De Evangelisch Lutherse kerk werd de officiële religie.
Tot het midden van de negentiende eeuw was het belijden van het katholieke geloof niet toegestaan in Noorwegen. In 1843 stond koning Karel III de oprichting van een katholieke parochie in Kristiania toe. In 1869 werden Noorwegen en Spitsbergen een apostolische prefectuur en in 1892 opgewaardeerd tot apostolisch vicariaat. De Luxemburger Jean Baptiste Fallize was de eerste apostolisch vicaris in Noorwegen. Hij werd opgevolgd door de Nederlander Johannes Olav Smit (1883 - 1972). Nederlandse katholieken werden begin 20e eeuw opgeroepen de "Noorsche Missie" te ondersteunen, onder andere door geld te geven via de "Olafbusjes".

## Organisatie
De Katholieke Kerk in Noorwegen bestaat uit één bisdom en twee prelaturen die als immediatum direct onder de Heilige Stoel vallen:
- bisdom Oslo
- Territoriale prelatuur Trondheim
- Territoriale prelatuur Tromsø

Bernt Ivar Eidsvig (1953) is sinds 2006 de bisschop van Oslo.  Er is geen aparte Noorse bisschoppenconferentie. De bisschoppen van de Scandinavische landen werken samen in de Conferentia Episcopalis Scandiae.
Apostolisch nuntius voor Noorwegen is sinds 16 maart 2023 aartsbisschop Julio Murat, die tevens nuntius is voor Denemarken, Finland, IJsland en Zweden.

## Noorse heiligen
- Sunniva, Ierse prinses die in de 10e eeuw naar Noorwegen vluchtte en daar als martelares op het eiland Selja stierf.
- Olaf de Heilige (ca. 995 - 1030), koning van Noorwegen